# Pago Veiano
Pago Veiano község (comune) Olaszország Campania régiójában, Benevento megyében.

## Fekvése
A megye keleti részén fekszik, 70 km-re északkeletre Nápolytól, 15 km-re északkeletre a megyeszékhelytől. Határai: Paduli, Pesco Sannita, Pietrelcina, San Giorgio La Molara és San Marco dei Cavoti.

## Története
A települést valószínűleg a normann időkben alapították, habár a régészeti leletek tanúsága szerint területén egy ókori, valószínűleg szamnisz település állt. A következő századokban nemesi birtok volt. A 19. században nyerte el önállóságát, amikor a Nápolyi Királyságban felszámolták a feudalizmust. 1861-ben csatolták a megyéhez, addig Capitanatához tartozott.

## Népessége
A népesség számának alakulása:

## Főbb látnivalói
- San Michele-templom
- San Donato-templom